# Кольонія-Завади
Кольонія-Завади (пол. Kolonia Zawady) — село в Польщі, у гміні Відава Ласького повіту Лодзинського воєводства.
Населення — 166 осіб (2011).
У 1975-1998 роках село належало до Серадзького воєводства.

## Демографія
Демографічна структура станом на 31 березня 2011 року:
|          | Загалом | Допрацездатний вік | Працездатний вік | Постпрацездатний вік |
| -------- | ------- | ------------------ | ---------------- | -------------------- |
| Чоловіки | 84      | 8                  | 60               | 16                   |
| Жінки    | 82      | 13                 | 35               | 34                   |
| Разом    | 166     | 21                 | 95               | 50                   |